# El reverend
El reverend (First Reformed) és una pel·lícula dramàtica estatunidenca del 2017 escrita i dirigida per Paul Schrader. El protagonitzen Ethan Hawke, Amanda Seyfried i Cedric the Entertainer, i es basa en un sacerdot protestant que lluita amb la seva fe mentre exerceix de pastor d'una església històrica en decadència a l'estat de Nova York. Elements de la pel·lícula fan al·lusió a Country Priest de Robert Bresson (1951), la llum d'hivern d' Ingmar Bergman (1963), i a l'obra de Carl Dreyer, així com al guió de Schrader de Taxi Driver (1976).
Es va projectar al 74è Festival Internacional de Cinema de Venècia el 31 d'agost de 2017 i es va estrenar als Estats Units el 18 de maig de 2018, per l' A24. La pel·lícula va ser aclamada pels crítics, que van donar un elogi específic a la interpretació de Hawke i al guió i direcció de Schrader. La pel·lícula va ser escollida tant pel National Board of Review com per l' American Film Institute com una de les 10 millors pel·lícules del 2018. Als Independent Spirit Awards, la pel·lícula va rebre nominacions a la millor pel·lícula, al millor actor masculí (Hawke), al millor director i al millor guió, mentre que el guió de Schrader també va ser nominat a un Oscar, el primer de la seva carrera. Ha estat subtitulada al català.

## Argument
El Reverend Ernst Toller és el pastor de la Primera Església Reformada de Snowbridge, Nova York, i lluita per una crisi de fe. La pel·lícula s'obre amb ell anotant els seus pensaments en un diari que pretén destruir un any després. Dirigeix una Església reformada holandesa amb 250 anys, que abans era una parada al ferrocarril subterrani; té una assistència cada cop més gran sota el lideratge de Toller, que ha pres l'església en una nova direcció i s'ha allunyat del seu focus històric en la teologia calvinista i ha passat a ser principalment un atractiu turístic. Per intentar gestionar els seus propis problemes de vida, com el seu alcoholisme, Toller busca una experiència més profunda mitjançant la lectura d'escriptors catòlics romans (GK Chesterton i Thomas Merton) i llibres místics (El núvol de desconeixent). Aquesta nova direcció espiritual el porta a buscar el suport d'un empresari evangèlic proper, Abundant Life, situat a Albany, propietari de la seva església que es diu First Reformed.
Toller, un antic capellà militar, també lluita per superar la mort del seu fill Josep, mort durant la guerra de l'Iraq; i al qual havia animat a allistar-se. Coneix a Mary, que demana assessorament per al seu marit que és un activista radical ecologista, Michael. Desafia a més les creences de Toller: Michael explica que vol que Mary tingui un avortament, perquè no vol portar un fill a un món on no es podrà viure pel canvi climàtic.
Mary troba una armilla suïcida pertanyent al seu marit al seu garatge. Toller l'agafa, i promet que parlarà amb en Michael sobre això. Mary i Toller discuteixen sobre si convé anar a la policia, però Toller considera que empitjoraria notablement l'estat de Michael. Just abans de la seva cita, Michael envia a Toller un missatge de text demanant que es reuneixi en un parc local. Toller troba en Michael que s'acaba de disparar amb una escopeta. D'acord amb la voluntat i testament de Michael, fan el servei religiós en un abocador de residus tòxics local, on s'escampen les seves cendres. Mentrestant, es duen a terme plans per celebrar els 250 anys de la parròquia amb un servei al qual assistirà l'alcalde, el governador i un important industrial, Edward Balq, un patrocinador financer clau d'Abundant Life i propietari d'una indústria contaminant. Toller discuteix amb Balq sobre el canvi climàtic després que Balq trobi que Toller honra la voluntat de Michael per un acte polític: Balq diu que és una qüestió "complicada", però Toller ho veu com una qüestió senzilla de la teologia cristiana.
Toller, que experimenta diversos dolors físics, va a veure sense ganes un metge que sospita de càncer d'estómac i programa proves. Utilitzant el portàtil de Michael, que es va suïcidar per evitar que la policia descobrís el seu radicalisme i es molestés amb Mary, Toller investiga les preocupacions de Michael, incloent-hi els materials que el van inspirar a fer la armilla explosiva. Una nit, Mary visita Toller a la parròquia de l'església, i fa el paper de Michael en un ritu d'intimitat física no sexual que la parella solia realitzar.
Toller suplica a Mary que no participi al servei religiós de l'aniversari de l'església. Preparat per la seva funció a la cerimònia, es posa l'armilla explosiva i l'arma. Quan veu a Maria entrar a la cerimònia, es treu l'armilla i en lloc d'això s'embolica en un fil d'herbejat sota la seva alba. Toller aboca un got ple de netejador i està a punt de beure-lo quan Maria l'interromp. Els dos s'abracen, besant-se apassionadament abans que la pel·lícula es talli bruscament al negre.

## Repartiment
- Ethan Hawke com a pastor Ernst Toller, líder d'una petita església històrica que està passant per diverses crisis personals
- Amanda Seyfried com Mary Mensana, vídua embarassada i feligresa en la primera reforma
- Cedric Kyles com a pastor Joel Jeffers, pastor empresari a l'església evangèlica Abundant Life
- Victoria Hill com a Esther, una treballadora de Abundant Life que està enamorada de Toller
- Philip Ettinger com Michael Mensana, un ecologista i anti-natalista radical el suïcidi del qual canvia Toller
- Michael Gaston com a Edward Balq, industrial local i financer d'Abundant Life
- Bill Hoag com a John Elder, organista de l'església de la primera reforma

## Producció
La primera reforma es va rodar durant 20 dies a Brooklyn i Queens, Nova York, incloent l'edifici i els terrenys de l' Església Episcopal de Zion a Douglaston, Queens. Schrader es va inspirar en la pel·lícula Ida de Paweł Pawlikowski per rodar en una relació d'aspecte 4: 3 dient que "Condueix les línies verticals, de manera que quadra més del cos humà en el marc".

## Publicació
El setembre de 2017, A24 va adquirir els drets de distribució de la pel·lícula. Va ser estrenada teatralment als Estats Units el 18 de maig de 2018. També s'ha projectat en diversos festivals de cinema, entre ells el New Zealand International Film Festival i el Festival Internacional de Cinema de Melbourne.

## Recepció

### Taquilla
First Reformed va acumular 100.270 dòlars de quatre sessions el cap de setmana d'obertura, una mitjana de 25.068 dòlars per sala, un dels millors de la carrera de Schrader. El febrer de 2019, la pel·lícula va obtenir 3,8 milions de dòlars a tot el món; el seu pressupost de producció era de 3,5 milions de dòlars.

### Resposta crítica
Per a Rotten Tomatoes, la pel·lícula té una qualificació d'aprovació del 93% basada en 209 ressenyes i una valoració mitjana de 8,3 / 10. El consens crític del lloc web diu: "A partir de la feina delicada de l'escriptor-director Paul Schrader i elevada per una interpretació destacada d'Ethan Hawke, First Reformed té un aspecte sensible i suspens en temes difícils". Pel que fa a Metacritic, la pel·lícula té una puntuació mitjana ponderada de 85 sobre 100, basada en 47 crítics, cosa que indica "aclamació universal".
Peter Bradshaw, a The Guardian, va dir: "la poca gravetat d'aquest film és tan refrescant com un got d'aigua freda amb gel... una pel·lícula focalitzada en l'apassionament, però no una obra mestra" i va assenyalar que el nom del personatge d'Ethan Hawke era una al·lusió al dramaturg alemany del mateix nom.

### Reconeixements
La pel·lícula va rebre nominacions a quatre premis als Independent Spirit Awards: Millor pel·lícula, Millor home masculí per Hawke i millor director i millor guió per a Schrader. Als Critics 'Choice Movie Awards, la pel·lícula va rebre dues nominacions al millor actor i millor guió original. Schrader i Hawke van ser guardonats amb el millor guió i el millor actor respectivament als Gotham Awards. Tant el National Board of Review com l' American Film Institute el van enumerar com un dels 10 millors films del 2018, i que el primer premi a Schrader el premi al millor guió original. El guió de Schrader també va ser nominat a un Oscar.